# Gustaw II Adolf

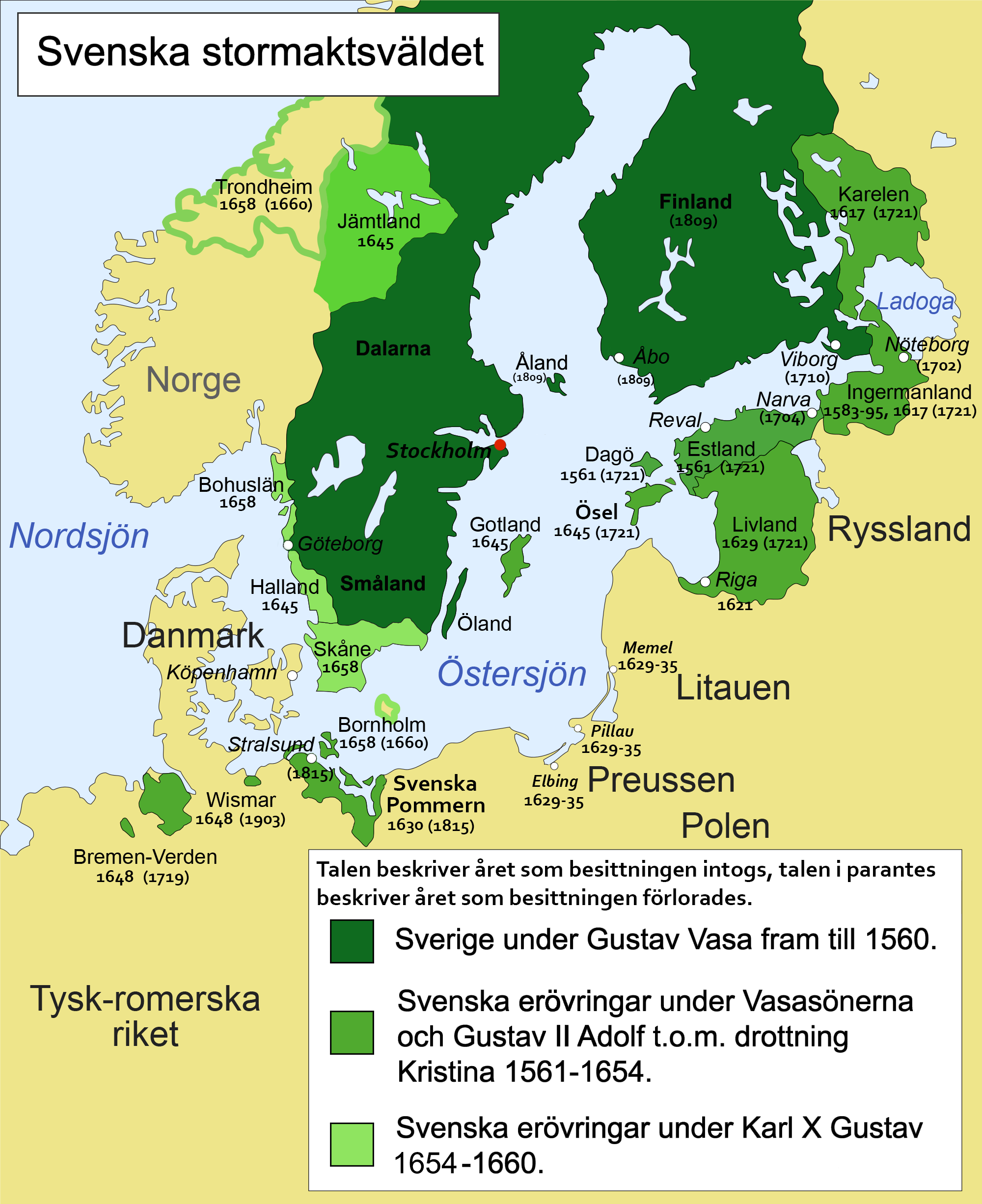
Szwecja w latach 1658–1660. Rządy Gustawa II Adolfa 1611-1632 były fundamentem do dalszego rozwoju dominacji Szwecji.

Gustaw II Adolf, Lew Północy (ur. 9 grudnia 1594 w Sztokholmie, zm. 16 listopada 1632 pod Lützen) – król Szwecji w latach 1611–1632, dowódca, strateg, reformator armii i polityk. Po objęciu przez niego rządów kraj stał się mocarstwem i poszerzył swoje terytorium. Poprowadzona osobiście przez niego szwedzka interwencja w wojnę trzydziestoletnią uratowała niemiecki protestantyzm.

## Życiorys

### Rodzina i pochodzenie
Pochodził z dynastii Wazów i urodził się 9 grudnia 1594 w Sztokholmie jako syn Karola Sudermańskiego i jego drugiej żony Krystyny Holsztyńskiej. W momencie jego narodzin nic nie wskazywało, że zostanie w przyszłości królem Szwecji, gdyż prawowitym królem był Zygmunt I (III) Waza – jego kuzyn. Był on także królem Rzeczypospolitej, łącząc ją tym samym w unii personalnej ze Szwecją. Kiedy latem 1594 r. Zygmunt musiał wrócić do Polski, przekazał pełnomocnictwa do rządzenia Szwecją Karolowi Sudermańskiemu oraz grupie namiestników. Już w poprzednich latach stosunki między Zygmuntem a Karolem nie były pozytywne. Pojawienie się pierwszego syna Karola – Gustawa Adolfa, w późniejszych latach miało ważne znaczenie, kiedy książę Södermanlandu będzie walczył nie tylko o wzmocnienie władzy swojej w Szwecji, ale też potomstwa.
25 listopada 1620 w Sztokholmie ożenił się z Marią Eleonorą Hohenzollern. Para miała jedną córkę – Krystynę (1626–1689), która była królową Szwecji w latach 1632–1654.

### Dzieciństwo i młodość
Gustaw Adolf bardzo wcześnie wykazał duże zdolności językowe. Od wczesnego dzieciństwa rozmawiał w dwóch językach, którymi posługiwali się jego rodzice, czyli po niemiecku i szwedzku. Bardzo dobrze mówił także po łacinie, włosku, francusku i holendersku. Potrafił się także porozumiewać, gorzej lub lepiej, w języku greckim, hiszpańskim, angielskim, rosyjskim i polskim, a od swoich żołnierzy nauczył się także szkockiego. Czytał liczne dzieła filozoficzne, szczególnie książki myśliciela Hugona Grotiusa. W dzieciństwie już jako sześcioletni chłopiec uczestniczył w wyprawie wojennej, mając 10 lat uczestniczył w naradach politycznych, a po ukończeniu 12 lat przyjmował hołdy ze strony przyszłych poddanych i przyjmował ambasadorów. 1607 roku otrzymał nadanie Wielkiego Księstwa Finlandii i księstwa Estlandii (Estonii) podczas riksdagu koronacyjnego, a 3 lata później w 1610 roku dodatkowo został obdarzony przez ojca księstwem Västmandlandii. Kiedy Karol IX był chory, Gustaw przemawiał w jego zastępstwie do stanów zgromadzonych na riksdagu w Örebro. Mając 15 lat odmówiono mu powierzenia dowództwa, jednak ponad rok później wymógł spełnienie swojego życzenia w momencie wybuchu wojny z Danią. Przed śmiercią swojego ojca zaznajomił się z większością zagadnień, które miały stanąć przed nim w chwili objęcia tronu, odwiedził również wiele prowincji państwa, którym miał w przyszłości rządzić.

### Pierwsza miłość
W pierwszych latach swojego panowania Gustaw przeżył wielką miłość do ładnej poddanki. Zakochał się w Ebbie Brahe, przedstawicielce rodu arystokratycznej rodziny szwedzkiej i córce Magnusa, który był hrabią na Visingsborgu, wielkim ochmistrzem (drotsem) Królestwa Szwecji. Dziewczyna pojawiła się na dworze sztokholmskim w 1611 roku i miała wówczas 15 lat. Uważano ją za kobietę bardzo atrakcyjną. Zachował się jej portret w zbiorach zamku w Skokloster, który pokazywał młodą kobietę z ładną twarzą, dużymi oczami i z lekko zadartym noskiem. Nie brakowało jej również świeżości i naturalnego wdzięku, a jej głównym atutem była młodość. Nie ulega wątpliwości, iż hrabianka Ebba od początku wpadła w oko Gustawowi.

Król Gustaw II Adolf i panna Ebba Brahe

W 1613 roku król Szwecji zaczął potajemnie pisać listy miłosne do dziewczyny. Większa część tej miłosnej przygody rozgrywała się w ukradkiem przekazywanych listach i bilecikach, mimo iż zakochany Gustaw miał wiele różnych okazji, by widywać swoją wybrankę. Król od samego początku pragnął ją widzieć u swojego boku na tronie Szwecji i jasne było, że żywił do niej od początku poważny zamiary. Ebba natychmiast poinformowała swojego ojca, kiedy Gustaw oświadczył się jej. Magnus Brahe byłby z pewnością zadowolony z królewskiego mariażu córki, ale obawiał się reakcji matki króla – Krystyny. Skłonił więc Gustawa Adolfa do poważnej rozmowy z królową wdową. Krystyna od początku obserwowała rozwój sytuacji na swoim dworze i była tym wszystkim zaniepokojona. Obawiała się jednak, że bezpośrednia odmowa może spowodować, iż Gustaw jeszcze bardziej utwierdzi się w przekonaniu o chęci poślubienia hrabianki Brahe. Dlatego posłużyła się zręcznym wybiegiem, informując syna, iż według horoskopu, który kazała ustalić po jego urodzeniu, wynika, że nie powinien się żenić przed ukończeniem dwudziestego piątego roku życia. Chcąc nie chcąc Gustaw Adolf musiał na razie zadowolić się tak ogólnikową, niezobowiązującą i niewystarczalną odpowiedzią. Ujawnienie zamiarów królewskich poważnie wystraszyło młodą kobietę. Obawiała się ona szykan i awantur ze strony królowej Krystyny. Prosiła więc Gustawa Adolfa, aby zapomniał o niej i zostawił ją w spokoju dla jej i jego dobra, jednak on nie chciał nawet o tym słyszeć. Wkrótce i na nieszczęście okazało się jednak, że obawy Ebby były w pełni uzasadnione.
Latem 1613 roku Krystyna urządziła hrabiance Brahe kilka poważnych awantur, gdzie podczas jednej z nich doszło nawet do rękoczynów, o których Gustaw Adolf dowiedział natychmiast i wysłał Ebbę do domu jej ojca. Wiedział jednak, że sam niczego więcej u matki nie zdziała i nie uda mu się jej przekonać do pogodzenia się z Ebbą. Zwrócił się więc z prośbą o pośrednictwo do Henryka Juliusza, księcia Lauenburga, Niemca w służbie szwedzkiej. Krystyna przyjęła księcia lauenburskiego należycie, jednak powtórzyła mu jednak te same argumenty, które słyszał Gustaw. Nieoczekiwanie królowa zgłosiła gotowość do pojednania się z Ebbą, pod warunkiem, iż hrabianka zgodzi się poczekać na ostateczne rozstrzygnięcie sprawy małżeńskiej przez kilka następnych lat, Gustaw Adolf był szczęśliwy słysząc tę wiadomość.
Sądził, że przybliżył się znacznie do tego co chciał osiągnąć, czyli ślub z hrabianką Brahe. Prosił tym samym, aby Ebba nie niszczyła tego, co udało mu się osiągnąć i aby starała się pogodzić z Krystyną. Pod wpływem nalegań Gustaw, Ebba zdecydowała się wrócić ponownie na dwór sztokholmski. Wkrótce jednak Gustaw musiał wyjechać, aby walczyć w armii na froncie rosyjskim. Przez cały okres swojej nieobecności w Sztokholmie pisał do hrabianki czułe liściki. Bardzo prawdopodobne, że myślał już wówczas poważnie o oficjalnych zaręczynach z córką Magnusa Brahe. Tymczasem jednak o rękę Ebby prosił hrabia Klas Sture. Stary drots, hrabia na Visingsborgu nie wiedział, jak zachować się w tej nowej dla niego sytuacji. Nie chciał zrażać do siebie Sturego, ale z drugiej strony obawiał się reakcji Gustawa, gdyby odmówił mu ręki córki. Ostatecznie Sture domyślił się, co jest powodem niepewności ochmistrza i swoją rezygnacją wybawił hrabiego.
Tymczasem w lutym 1614 roku pojawili się na dworze sztokholmskim posłowie Palatynatu Reńskiego, którzy przywieźli propozycję zaciśnięcia związków Szwecji z Unią Protestancką oraz propozycję poślubienia przez Gustawa Adolfa córki Maurycego, landgrafa Hesji-Kassel. Kiedy Gustaw absolutnie nie chciał podejmować rozmów na temat tego ewentualnego małżeństwa, Krystyna była zadowolona z tej propozycji i z zadowoleniem ja przyjęła. Ebba stopniowo zaczęła więc sobie uświadamiać, że czekanie na zgodę królowej na jej małżeństwo z Gustawem jest bezcelowe. Napisała więc do ukochanego, że nie przystoi jej stać przy jego boku; że wielce dziękuje za okazaną łaskę, ale żyje w ciągłej obawie przed pytaniami, które się jej zadaje. Zakończyła jednak swój list pięknym stwierdzeniem: „Jednak codziennie mam w pamięci Waszą Królewską Mość”. Wkrótce potem Ebba usunęła się z dworu.

### Początki rządów

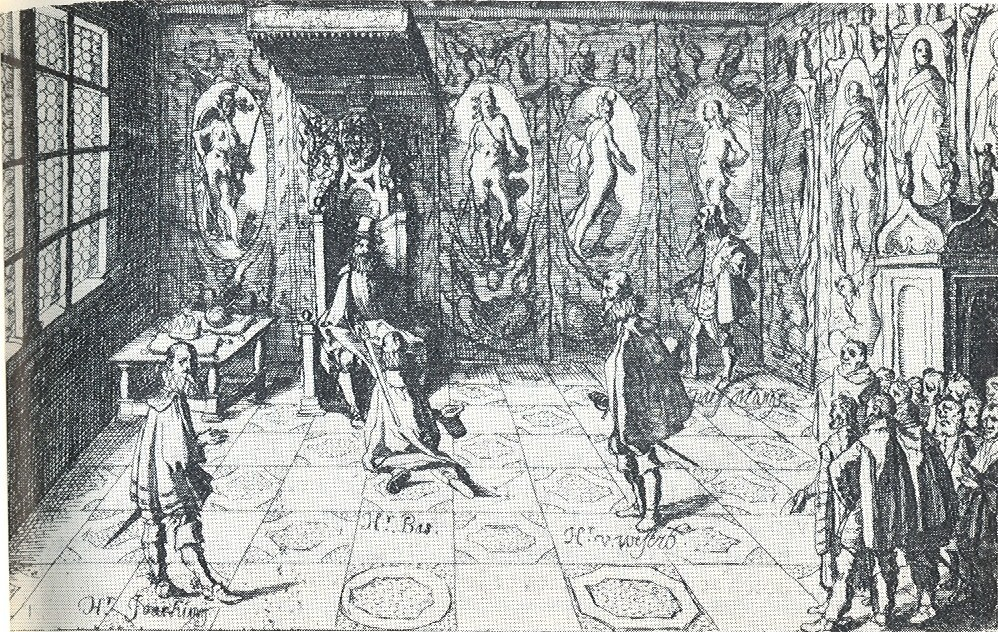
Król Gustaw II Adolf przyjmujący posłów holenderskich

Mając 17 lat, wstąpił po śmierci ojca na tron szwedzki. Zatwierdził wtedy wszystkie prawa i przywileje posiadane przez stany, jednocześnie wyrażając zgodę na ograniczenie na ich rzecz władzy monarszej w kwestiach dotyczących stanowienia prawa, polityki zagranicznej i fiskalnej. Zrezygnował z jednoczesnego prowadzenia wojny z trzema państwami: Danią, Rosją i Polską. Dzięki ustępstwom terytorialnym i zobowiązaniu się do wypłaty odszkodowań wojennych zapewnił sobie spokój na granicy z Danią, z którą zawarł traktat pokojowy w Knäred 21 stycznia 1613.

### Wojna z Rosją
Rok później uderzył na państwo moskiewskie i w 1615 oblegał Psków, a następnie doprowadził do korzystnego dla Szwecji układu pokojowego w Stołbowie (27 stycznia 1617). Według jego postanowień Szwedzi wycofali się z Nowogrodu Wielkiego i Starej Russy, ale zatrzymali Ingrię i Karelię z miastami: Iwanogród, Koporie, Nöteborg (Orieszek) i Kexholm (Prioziorsk).

### Działalność reformatorska

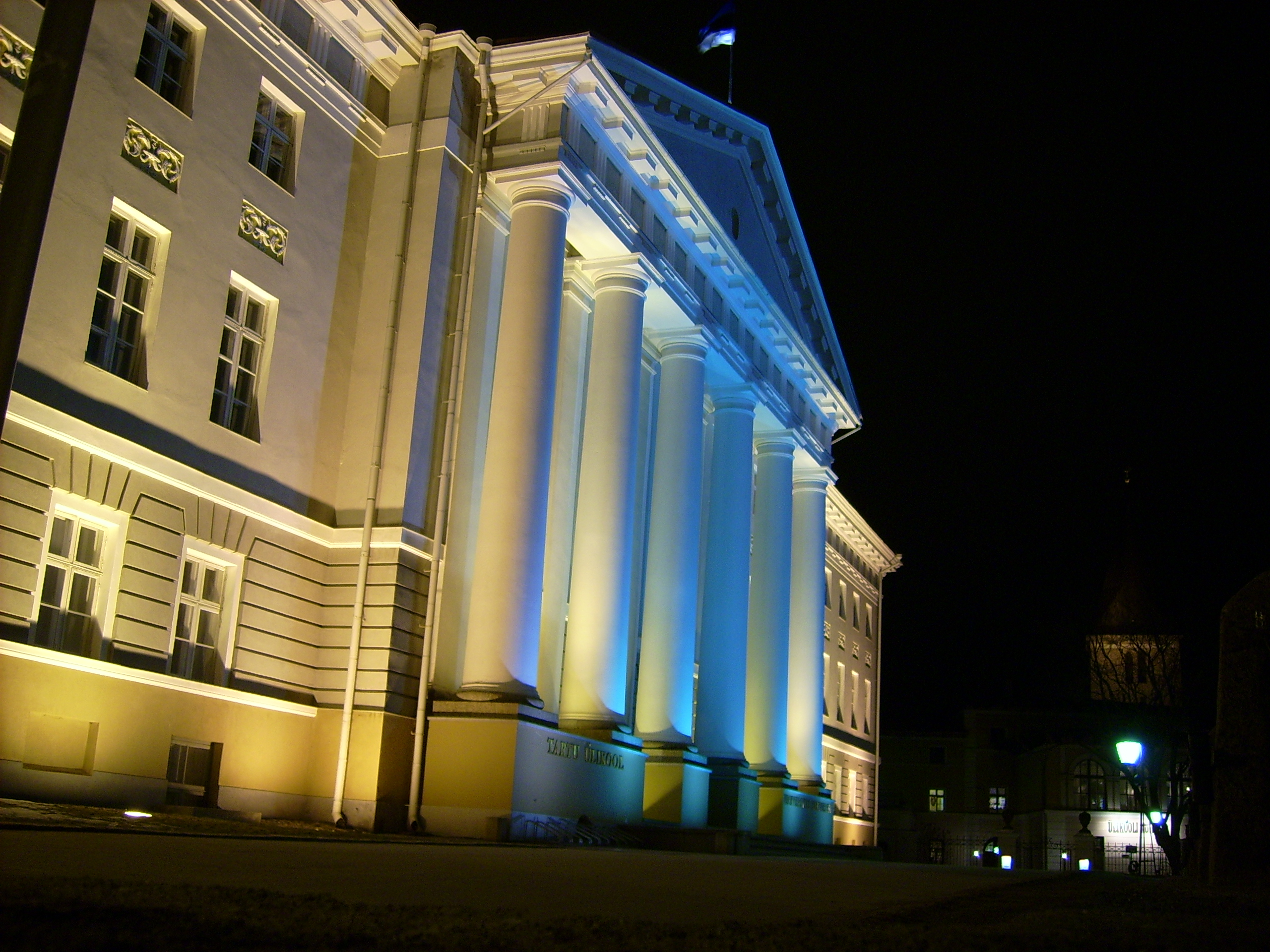
Akademia Dorpacka założona przez Gustawa II Adolfa (widok współczesny)

Po zabezpieczeniu panowania szwedzkiego nad całą Zatoką Fińską podjął wielkie dzieło reform, budując zręby nowoczesnego państwa. Uporządkował administrację centralną, wymiar sprawiedliwości, skarbowość oraz przeprowadził modernizację wojska, co doprowadziło do wyższości armii szwedzkiej nad innymi w czasie trwania wojny trzydziestoletniej. Osiągnął wysoki odsetek militaryzacji ludności – aż 1,7%, co pozwalało na zwerbowanie armii nawet 40-tysięcznej. Wiązało się to z wprowadzeniem powszechnego poboru do wojska. Nieco później zreformował szkolnictwo, zakładając nowe gimnazja i odnawiając Uniwersytet w Uppsali w 1624. Ufundował także wyższą uczelnię w Dorpacie (1632).

### Wojna z Rzeczpospolitą

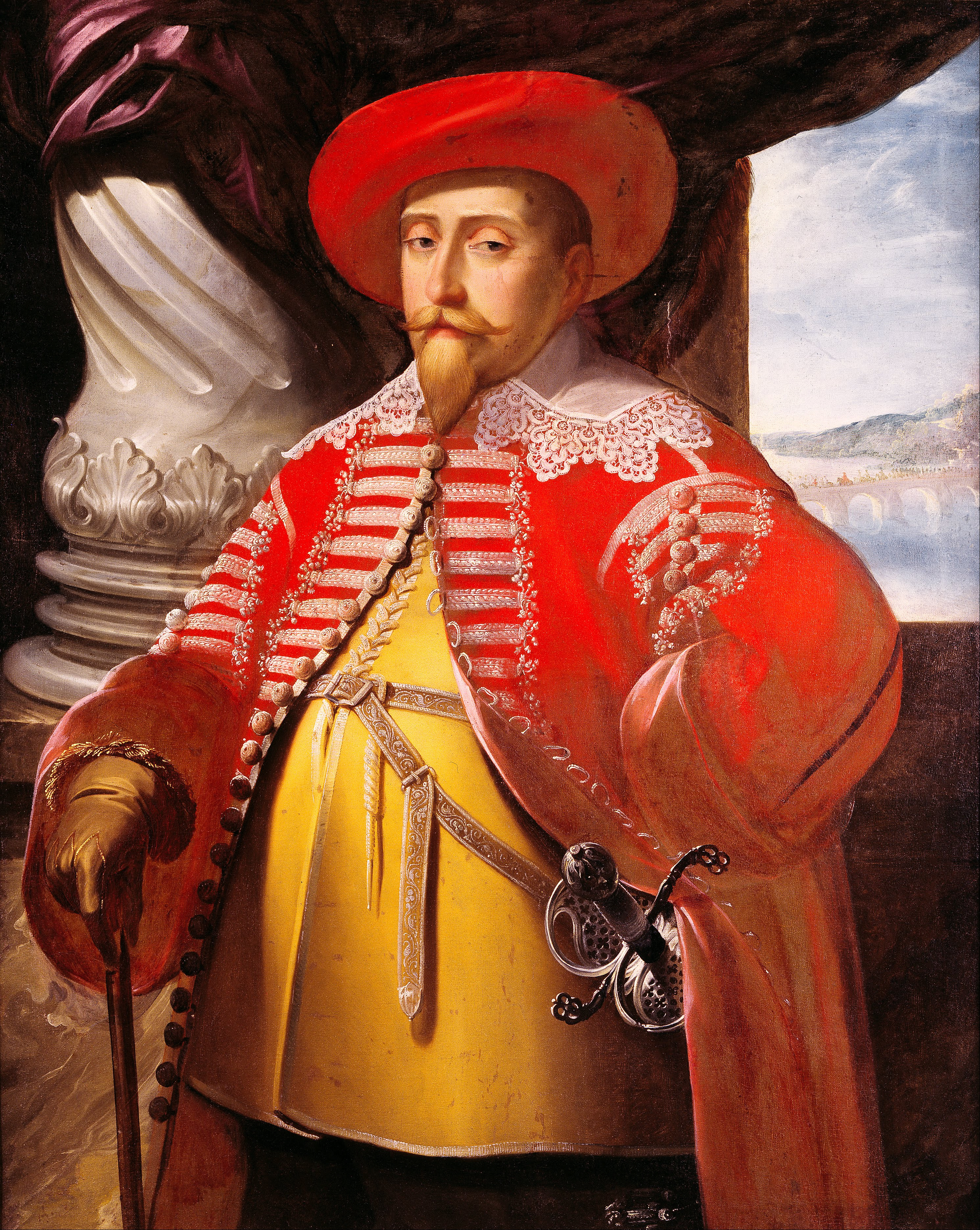
Gustaw II Adolf w polskim płaszczu na portrecie Matthausa Meriana z lat 1631–1632

Od 1617 toczył wojnę o dominium Maris Baltici z Rzeczpospolitą Obojga Narodów. Wykorzystując zaangażowanie głównych sił wroga w konflikt z Turcją, opanował w 1621 większą część Inflant z Rygą. 31 lipca 1622 podpisał rozejm w Mitawie, zatrzymując w swym ręku zdobyte wcześniej ziemie. Trzy lata później wznowił działania wojenne, zajmując Dorpat w Inflantach, skrawek Litwy z Birżami oraz większą część Kurlandii z Mitawą. Ośmielony tymi sukcesami, przerzucił swoje wojska w 1626 do Prus Książęcych, opanowawszy Piławę, Elbląg, Malbork i przejściowo Puck. Podczas bitwy pod Lubiszewem-Tczewem 18 sierpnia 1627 został postrzelony groźnie w szyję i ramię, co spowodowało przyspieszony powrót króla do Szwecji i przerwanie kampanii. Ostatecznie zwycięstwo polskie pod Trzcianą (1629) zahamowało jego ekspansję na Pomorzu. 26 września 1629 zawarł rozejm w Altmarku (Starym Targu). Zatrzymał w swym ręku większość portów pruskich i dużą część Inflant oraz zapewnił sobie wpływy z ceł pruskich.

### Działania wojenne w Niemczech i śmierć

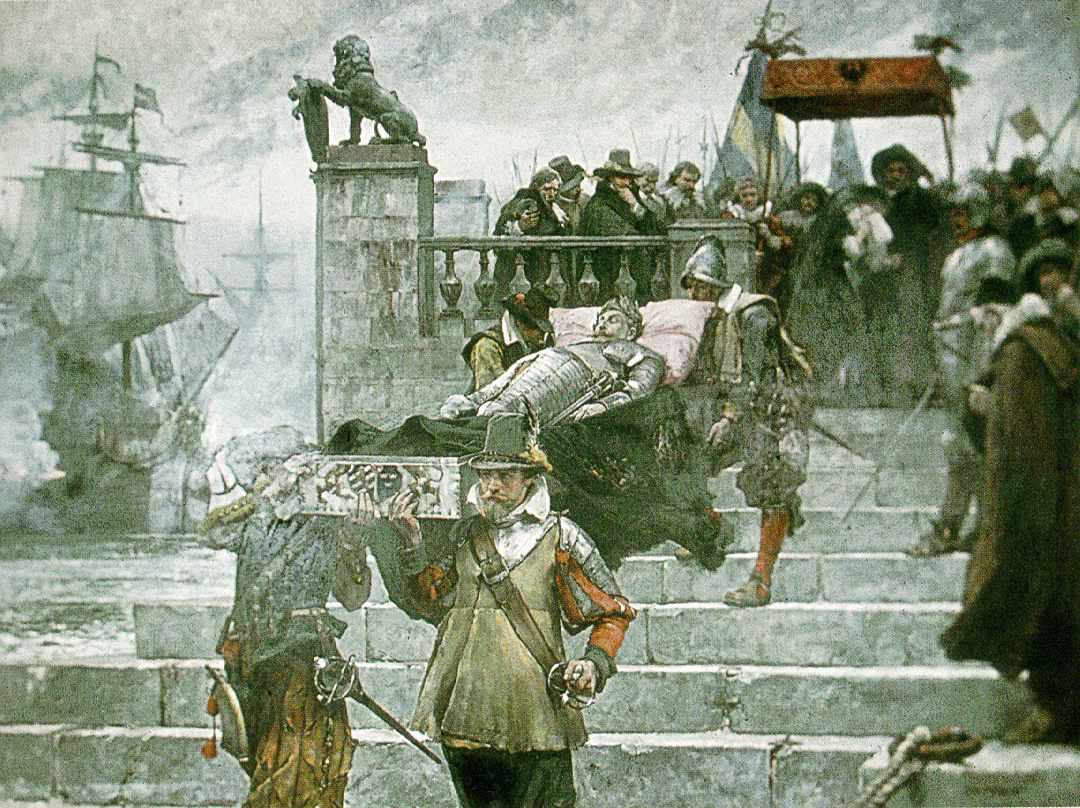
Przewiezienie ciała Gustawa II Adolfa do Szwecji z portu w Wolgaście

Zakończenie działań wojennych z Rzecząpospolitą umożliwiło Gustawowi II Adolfowi podjęcie działań wojennych w Niemczech. Mając na celu opanowanie południowych wybrzeży Bałtyku, przystąpił w 1629 do wojny trzydziestoletniej przeciw Habsburgom. Po opanowaniu księstwa pomorskiego w 1630 wkroczył w głąb Niemiec. Wspomagany przez niemieckich książąt protestanckich, stoczył szereg bitew z wojskami cesarskimi, w których odniósł szereg spektakularnych zwycięstw, m.in. pod Breitenfeld. Zginął w bitwie pod Lützen (otrzymał postrzał w plecy).
Jego dewizą były łacińskie sentencje: Gloria Altissimo Suorum Refugio (Chwała Bogu, ucieczce swych wiernych) i Cum Deo et victribus armis (dzięki Bogu i zwycięskiemu orężu) oraz niemiecka Gott mit uns (Bóg z nami).

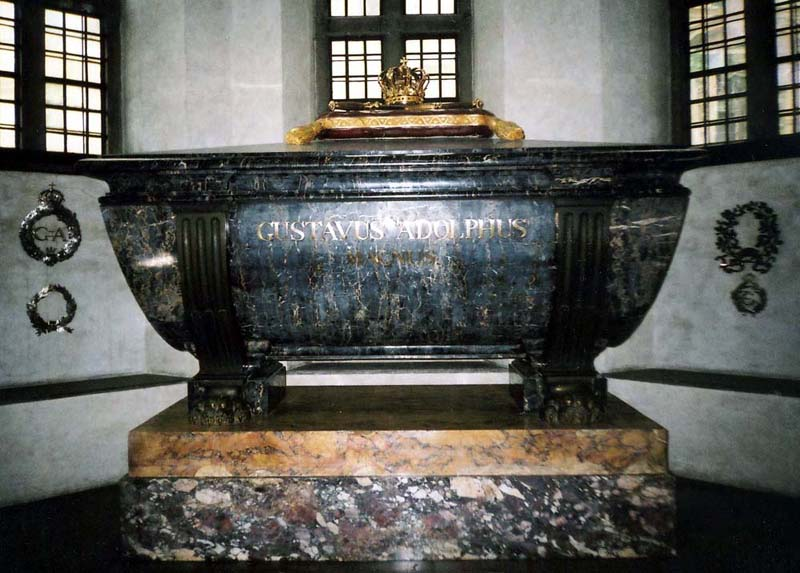
Nagrobek Gustawa II Adolfa w kościele Riddarholm

Jego ciało zostało przewiezione z Niemiec do Szwecji, gdzie został pochowany w kościele Riddarholmen w Sztokholmie.

## Propaganda królewska
Inwazja szwedzka w Niemczech została przedstawiona jako wojna sprawiedliwa, a sam Gustaw Adolf jako wybawca uciemiężonych niemieckich protestantów. Za pomocą pamfletów, karykatur, satyr i wierszy przy użyciu symboliki biblijnej wykreowano mit Lwa Północy – aluzji do Lwa Judy przybywającego wspomagać sprawiedliwych. Wykorzystano także przepowiednie jednego z autorów proroctw, żyjącego w czasach Nostradamusa, że pojawi się lew z północy, który pobije orła (cesarza). Taki przekaz trafiał szczególnie do niemieckich elit protestanckich, które nienawidziły katolickiego cesarza. Wallenstein komentował wyniki pracy propagandzistów: „Niemcy oczekują króla Szwecji jak Żydzi swego mesjasza”.
Kolejna „legenda”, którą zawdzięczamy szwedzkiej propagandzie było wydarzenie, do którego doszło podczas wysiadania na ląd floty szwedzkiej. Wtedy to Gustaw Adolf poślizgnął się i upadł, raniąc lekko kolano. Propaganda nadała temu zupełnie inny zwrot wydarzeń. Król Szwecji miał wysiąść, paść na kolana i prosić Boga o błogosławieństwo dla jego słusznej sprawy. Natychmiast Gustaw opublikował obwieszczenie dla świata, że to interwencja Ferdynanda II w Rzeczypospolitej zmusiła go do stanięcia przeciwko cesarzowi (okupowane protestanckie Pomorze zachodnie nie podlegało Koronie).

## Reformy armii

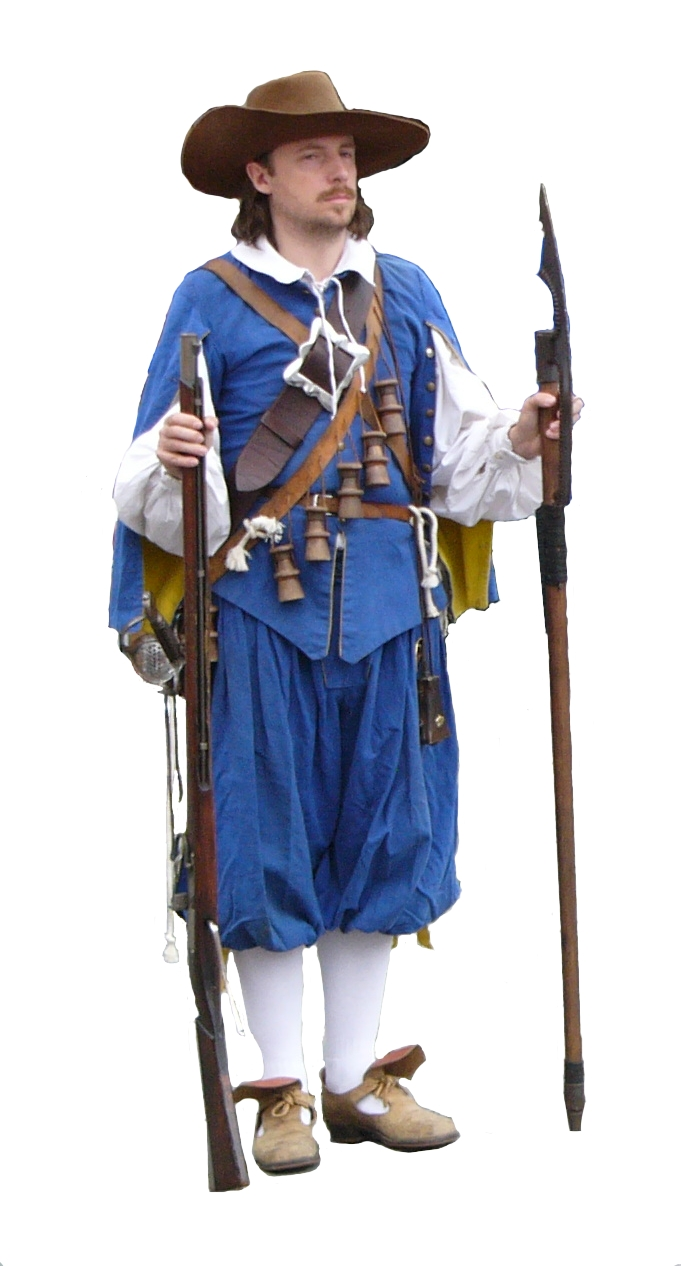
Szwedzki muszkieter z berdyszem z regimentu Altblau sformowanego w Inflantach w 1624

Oprócz wprowadzonych reform dotyczących poboru wojskowego, Gustaw prawie całkowicie zreformował swoją armię. Początkowo taktyka szwedzka opierała się na tzw. karakolu (stworzony przez Maurycego Orańskiego, Stadhoudera Niderlandów), w której kawaleria nie była już siłą tak ważną na polu bitwy. Król Szwecji uważał, iż jest to marnowanie potencjału kawalerii i z tego powodu, jedną z wielu reform przeprowadzonych w armii było wykorzystanie jazdy jako głównego i ostatecznego uderzenia. Podstawową jednostką kawalerii była kompania, albo też szwadron, który składał się z 125 jeźdźców oraz dodatkowych zwierząt jucznych. Gustaw II Adolf konsekwentnie dążył do ulepszenie swojej jazdy, podniesienia standardów jej uzbrojenia i wyposażenia. Zadbał o ich wyszkolenie i kazał swoim żołnierzom całkowicie odrzucić taktyki zapożyczonej z Niderlandów, a w zamian za to przyjąć polski sposób walki. Walka kawalerii polegać miała od teraz na szarży płytko uszykowanych oddziałów.
W 1629 r. po raz pierwszy w dziejach Szwecji został utworzony regiment artylerii, składający się z 6 kompanii. Dowództwo nad nimi objął Lennart Tortensson, który uważany był za najlepszego generała artylerii w dziejach wojny trzydziestoletniej. Gustaw II i tak jednak został największym reformatorem również artylerii. Dążył do zwiększenia jej ruchliwości na polu bitwy, co doprowadziło do zmniejszenia wagi armat używanych przez armię szwedzką. Już w 1630 r. ujednolicono ich kaliber, zostawiając jedynie 24-, 12- oraz 3- funtowe armaty. Król popierał tworzenie nowych, jak najlżejszych armat, dzięki czemu Malkier Wurmbrandt wyprodukował wreszcie 3-funtowe działo, znane jako „skórzana armata Gustawa Adolfa”. Działa lekkie po 1630 roku ustąpiły nowym, słynnym regimentom działowym, w której to armaty zbudowane z metalu, dalej nie odstawały wagowo od tej „skórzanej”. Dzięki temu jedna armata mogła być bardzo szybko przemieszczana za pomocą jednego konia lub 2–3 żołnierzy. Podobno donośność tych armat sięgała aż 300 metrów. Strzelano z nich zazwyczaj kartaczami lub granatami. Bez wątpienia reforma artylerii przyczyniła się do późniejszych sukcesów Gustawa w Niemczech. Wykorzystanie tak ruchliwej artylerii na polu bitwy dało rezultat niespodziewany, bowiem siła ognia szwedzkiej armii wrosła w sposób natychmiastowy.
Reformacji uległa również piechota. Gustaw pragnął, aby mundury jego żołnierzy zostały ujednolicone, jednak prawdopodobnie nigdy za jego rządów nie udało się tego dokonać w pełni. Nadał on nawet rozporządzenie, aby jego ludzie mieli mundury uszyte z dobrych materiałów, aby nie wyglądali oni jak przypadkowa grupa chłopów. W 1622 r. wydał również rozkaz, aby przynajmniej każda kampania miała równe mundury. Nie zostało to spełnione od razu, jednak np. regimentowi Västergötland udało się zapewnić swoim żołnierzom czerwono-złote mundury. Planowana była nawet masowa produkcja mundurów. Drugą kwestią reformacji armii było szkolenie. Nowa taktyka, nowe jednostki sprawiły, że żołnierze musieli być samodzielni i znakomicie współdziałać ze sobą na polu bitwy w większych, jak i mniejszych oddziałach. Nigdy nie zaniedbywano szkolenia żołnierzy szwedzkich. Podstawowe szkolenie wynosiło 2 tygodnie. Szczególnie ćwiczono rozpoznawanie sygnałów bębnów i znajomość swojego miejsca w szyku. Choć pierwotnie szkolenie trwało rzeczywiście 2 tygodnie, Gustaw przekazywał na ćwiczenia każdą wolną chwilę i nie pozwalał stać w miejscu swojej armii. Podczas takich ćwiczeń żołnierze mieli realizować zadania, które pojawić się mogą w nadchodzących bitwach. Dużą rolę odegrali generałowie i inni dowódcy, którzy dzięki swojej elastyczności potrafili dostosować się do prawie każdej sytuacji na polu konfliktu.

## Genealogia
| Prapradziadkowie                              | Johan Kristiernsson Waza (1426–1477) ∞1451 Birgitta Gustavsdotter Sture (–1472)   | Måns Karlsson Eka ∞ Sigrid Eskilsdotter Banér                                     | Abraham Kristiernsson Leijonhufvud ∞ Birgitta Månsdotter Natt och Dag             | Erik Karlsson Waza (1436–1491) ∞ Anna Karlsdotter Vinstorpaätten                  | król Danii, Szwecji i Norwegii Chrystian I Oldenburg (1426–1481) ∞1449 Dorota Hohenzollern (1430–1495) | książę Pomorski Bogusław X Wielki (1454–1532) ∞1491 Anna Jagiellonka (1476–1503)        | landgraf Hesji Wilhelm II (1469–1509) ∞1500 Anna von Mecklenburg (1485–1525)      | książę Saksonii Jerzy Wettyn (1471–1539) ∞1496 Barbara Jagiellonka (1478–1534)    |
| Pradziadkowie                                 | Erik Johansson Waza (1470–1520) ∞1495 Cecilia Månsdotter Eka (1476–1523)          | Erik Johansson Waza (1470–1520) ∞1495 Cecilia Månsdotter Eka (1476–1523)          | Erik Abrahamsson Leijonhufvud (–1520) ∞1512 Ebba Eriksdotter Waza (–1549)         | Erik Abrahamsson Leijonhufvud (–1520) ∞1512 Ebba Eriksdotter Waza (–1549)         | król Danii i Norwegii Fryderyk I Oldenburg (1471–1533) ∞1518 Zofia pomorska (1498–1568)                | król Danii i Norwegii Fryderyk I Oldenburg (1471–1533) ∞1518 Zofia pomorska (1498–1568) | landgraf Hesji Filip Wielkoduszny (1504–1567) ∞1523 Krystyna Wettyn (1505–1549)   | landgraf Hesji Filip Wielkoduszny (1504–1567) ∞1523 Krystyna Wettyn (1505–1549)   |
| Dziadkowie                                    | król Szwecji Gustaw I Waza (1496–1560) ∞1536 Małgorzata Leijonhufvud (1516–1551)  | król Szwecji Gustaw I Waza (1496–1560) ∞1536 Małgorzata Leijonhufvud (1516–1551)  | król Szwecji Gustaw I Waza (1496–1560) ∞1536 Małgorzata Leijonhufvud (1516–1551)  | król Szwecji Gustaw I Waza (1496–1560) ∞1536 Małgorzata Leijonhufvud (1516–1551)  | książę Holstein-Gottorp Adolf (1526–1586) ∞1564 Krystyna Heska (1543–1604)                             | książę Holstein-Gottorp Adolf (1526–1586) ∞1564 Krystyna Heska (1543–1604)              | książę Holstein-Gottorp Adolf (1526–1586) ∞1564 Krystyna Heska (1543–1604)        | książę Holstein-Gottorp Adolf (1526–1586) ∞1564 Krystyna Heska (1543–1604)        |
| Rodzice                                       | król Szwecji Karol Sudermański (1550–1611) ∞1579 Krystyna holsztyńska (1573–1625) | król Szwecji Karol Sudermański (1550–1611) ∞1579 Krystyna holsztyńska (1573–1625) | król Szwecji Karol Sudermański (1550–1611) ∞1579 Krystyna holsztyńska (1573–1625) | król Szwecji Karol Sudermański (1550–1611) ∞1579 Krystyna holsztyńska (1573–1625) | król Szwecji Karol Sudermański (1550–1611) ∞1579 Krystyna holsztyńska (1573–1625)                      | król Szwecji Karol Sudermański (1550–1611) ∞1579 Krystyna holsztyńska (1573–1625)       | król Szwecji Karol Sudermański (1550–1611) ∞1579 Krystyna holsztyńska (1573–1625) | król Szwecji Karol Sudermański (1550–1611) ∞1579 Krystyna holsztyńska (1573–1625) |
| Gustaw II Adolf Waza (1594–1632) król Szwecji |                                                                                   |                                                                                   |                                                                                   |                                                                                   | |                                                                                         |                                                                                   |                                                                                   |